# Белоозёрка (Пензенская область)
Белоозёрка — деревня в Спасском районе Пензенской области России. Входит в состав Татарско-Шелдаисского сельсовета.

## История
В 1960 году указом Президиума Верховного Совета РСФСР деревни Татарская Таракановка и Русская Таракановка, фактически слившиеся в один населенный пункт объединены в деревню Белоозёрка.

## Население
| 2010 | 2012 | 2015 |
| ---- | ---- | ---- |
| 60   | ↘50  | ↘43  |